# 杜實
杜實（？—？），字伯潤，號孚菴，陝西慶陽衛軍籍，山西遼州直隸州榆社縣人，明朝政治人物。

## 生平
嘉靖二十八年（1549年）己酉科陝西鄉試第十三名舉人，三十二年（1553年）中式癸丑科會試第七十二名，三甲第一百六名進士。戶部觀政，授齊東縣知縣，升兵部主事，升刑部員外郎。

## 家族
曾祖杜三；祖父杜剛；父杜欽。前母馬氏、韓氏；母吳氏。